# サオ (楽器)

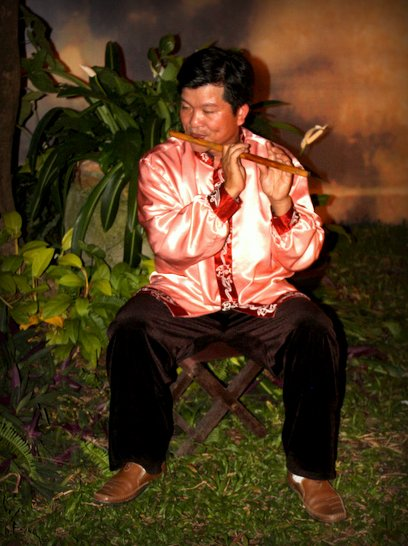

サオ(ベトナム語：sáo / 筲 又はsáo trúc[ʂǎːw ʈʂǔkp])はベトナムの民族楽器の一つ。横笛の一種である。構えて右側にある吹口に口を当てて演奏する。独奏のほか、他の楽器とともに、音楽劇チェオやバン(Van、歌唱様式)や王室での合奏の中でよく用いられる。

## 製造と素材
サオの素材は一本の竹材で、全長40から50センチメートル、直径1.5から2センチメートルのものが用いられる。5から10個の指穴と調律のための滑動機構をもつ 。吹口からおよそ12センチメートルのところに最初の指穴があり、そこからおよそ1センチメートルの間隔で他の穴が続く。サオの端には塞がれることのない穴があり、これには聴者に音程を聞き取りやすく聞かせる効果がある。一見単純そうな穴あけの作業は、実際には複雑で多彩な奏法を可能にするための多くの考慮を要する。その奏法とは例えば、吹口への息の角度を変えることにより音質を変化させる技法や、指穴を部分的に塞ぐことにより微細に音程を変える技法などである 。

## 文化と改良
サオは、ベトナムの田舎の音楽文化や四季と関係がある。農耕が休みの日や就寝前にサオを吹いたりするのである。1970年代の終わりに、Đinh ThìnとNgo Namはサオの改良を行った。それにより指穴は6から10個に増え、音域が拡大された。改良の前と後のサオの違いは、例えば、Đinh Thìnの「Tiếng gọi mùa xuân」とMão Mèoの演奏する「tình xưa nghĩa cũ」を聴き比べるとよく分かる。